# 聖母の結婚 (ラファエロ)
『聖母の結婚』（せいぼのけっこん、伊: Lo Sposalizio della Vergine, 英: The Marriage of the Virgin）または『ロ・スポサリツィオ』（伊: Lo Sposalizio）は、盛期ルネサンスのイタリアの巨匠ラファエロ・サンツィオが1504年に制作した絵画である。油彩。主題は聖母マリアとナザレのヨセフの結婚であり、チッタ・ディ・カステッロのサン・フランチェスコ教会のために制作された。本作品はラファエロがフィレンツェに移る直前の作品で、師であるピエトロ・ペルジーノの同じ主題の絵画『聖母の結婚』の構図を踏襲しながらも、師の作品を越えようとするラファエロの野心とその並外れた才能を示していることで有名である。従って両作品は非常によく似ているが、ジョルジョ・ヴァザーリはラファエロの作品をより優れたものとしている。絵画は18世紀末以降、所有者を何度か変えたが、1806年以降はミラノのブレラ美術館に所蔵されている。

## 主題

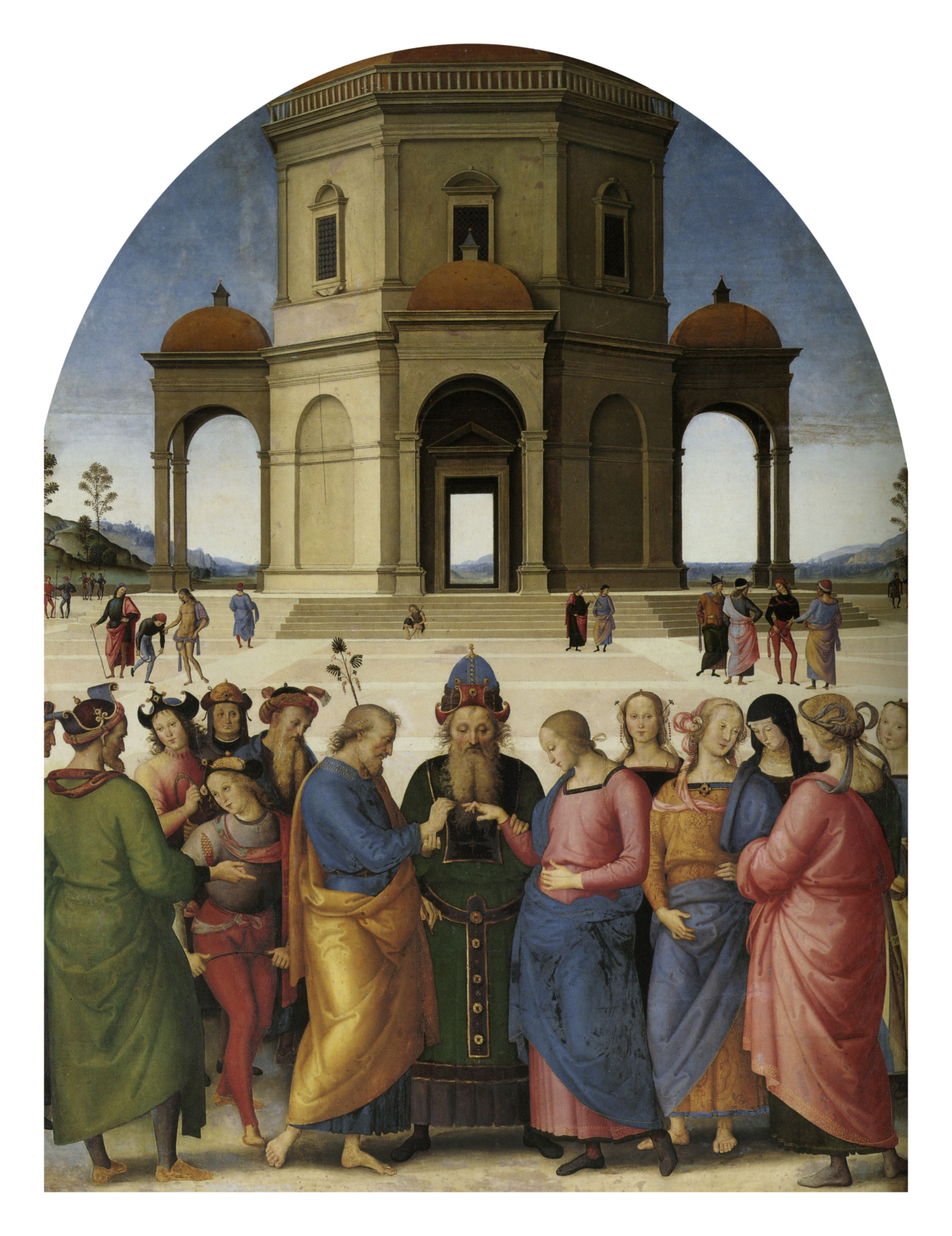
ピエトロ・ペルジーノの絵画『聖母の結婚』。カン美術館所蔵。

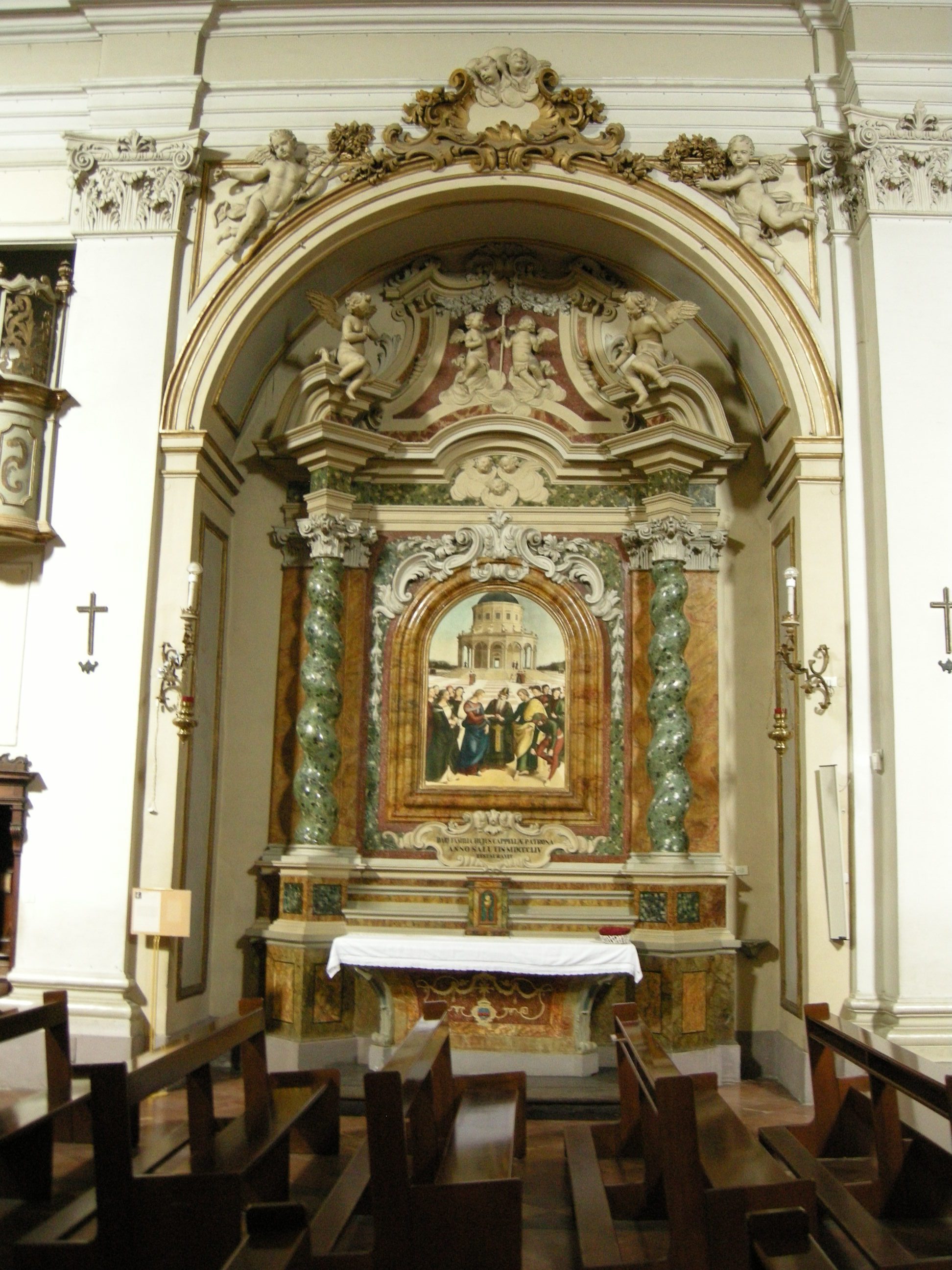
現在のサン・フランチェスコ教会には複製が置かれている。

外典福音書や『黄金伝説』によると、マリアはエルサレムの神殿で育てられていた。あるとき大祭司ザカリア（洗礼者聖ヨハネの父）のもとに天使が現れ、国内の結婚可能な男たちに杖を持って神殿に来させ、神の徴が現れた者をマリアの夫にするようにと告げた。ナザレのヨセフが杖を持って神殿に入り、祭壇に杖を置くと、ヨセフの杖だけ花が咲くという奇跡が起きた。そのためマリアの夫となる者が誰の目にも明らかとなった。ヨセフは自分が高齢でありマリアとの年齢差があまりに大きいために辞退しようと考えたが、説得を受けて結婚した。

## 制作経緯
15世紀後半、ラファエロはチッタ・ディ・カステッロから3つの祭壇画の発注を受けた。すなわちバロンチ家の『祝福されたトレンティーノの聖ニコラウス』（Pala del beato Nicola da Tolentino）、ガヴァッリ家の『磔刑』（Crucifixion）、アルベッツィーニ家の『聖母の結婚』で、本作品はこれらの最後に制作された。最初、『聖母の結婚』は発注者のフィリッポ・デッリ・アルベッツィーニ（Filippo degli Albezzini）によって師であるピエトロ・ペルジーノに発注されたが、ペルジーノが不在であったためラファエロによって完成された。ラファエロが1504年に作品を描き上げたことは署名の横に記された日付から明らかである。

## 作品
ラファエロはペルジーノの『聖母の結婚』を着想源として聖ヨセフと聖母マリアの結婚を描いている。ラファエロはペルジーノの構図やモチーフを引用しつつ様々な変更を加えることで、より完璧な成果を得ている。本作品を見たジョルジョ・ヴァザーリは早くも『画家・彫刻家・建築家列伝』の中で、自身の様式を発展させようとしていたラファエロはペルジーノに比肩するだけでなく凌駕していると述べた。
ラファエロはペルジーノと同様に、結婚の場面を線遠近法に基づく幾何学的シンメトリーの構図の中に設定し、背景に描かれた理想的な建築物としてのエルサレム神殿の扉に消失点を置いている。このためペルジーノの作品でもラファエロの作品でも、エルサレム神殿は構図の視覚的な中心になっている。赤外線リフレクトグラフィーによる科学的調査は神殿の扉に密集したひとまとまりの線が存在することを明らかにしている。これらの線はピエロ・デラ・フランチェスカの『絵画の遠近法について』（Despectiveiva pingendi）に完全に準拠して図像の遠近法を明確に定めている。ラファエロは師と同様に画面下の前景に聖ヨセフと聖母マリアの結婚式を描いているが、単に男性の集団と女性の集団の配置を左右入れ替えているだけではなく、ペルジーノが人物像を並列的に並べているのに対して、ラファエロは奥行きが生まれるように半円形に配置している。それらの位置は模型を用いて人物像の配置を研究したと推測させるほどの精度で、背景のエルサレム神殿の凸状の線とバランスを取っている。
人物像のポーズもペルジーノに比べて動きがあり、特にペルジーノの作品で背景に小さく描かれていた脛で杖を折り曲げている若者のモチーフを拾い上げ、左右反転させて前景の集団に配置し、集団に動きをもたらしている。またエルサレム神殿はペルジーノの作品では八角形の建築物として描かれているが、神殿上部が画面で見切れている。ところがラファエロはこれを十六角形の建築物として描いているうえに、神殿の丸天井（クーポラ）を画面の内側に収めている。

## 来歴
1571年、ウルビーノ公爵グイドバルド2世・デッラ・ローヴェレは、カーリの司教パオロ・マリア・デッラ・ロヴェーレ（Paolo Maria della Rovere）の努力にもかかわらず、アルビッツィーニ家が所有していた祭壇画の取得に失敗した。1798年、フランス軍の指揮下にあるブレシアの貴族ジュゼッペ・レキ将軍がオーストリアの占領からチッタ・ディ・カステッロを解放した祭壇画を運び去った。レキは1801年にミラノのジャコモ・サンナザロ（Giacomo Sannazzaro）に絵画を売却し、彼はそれをマッジョーレ病院に遺贈した。ブレラ美術館は1805年に マッジョーレ病院から53,000フランで購入した。

## ギャラリー

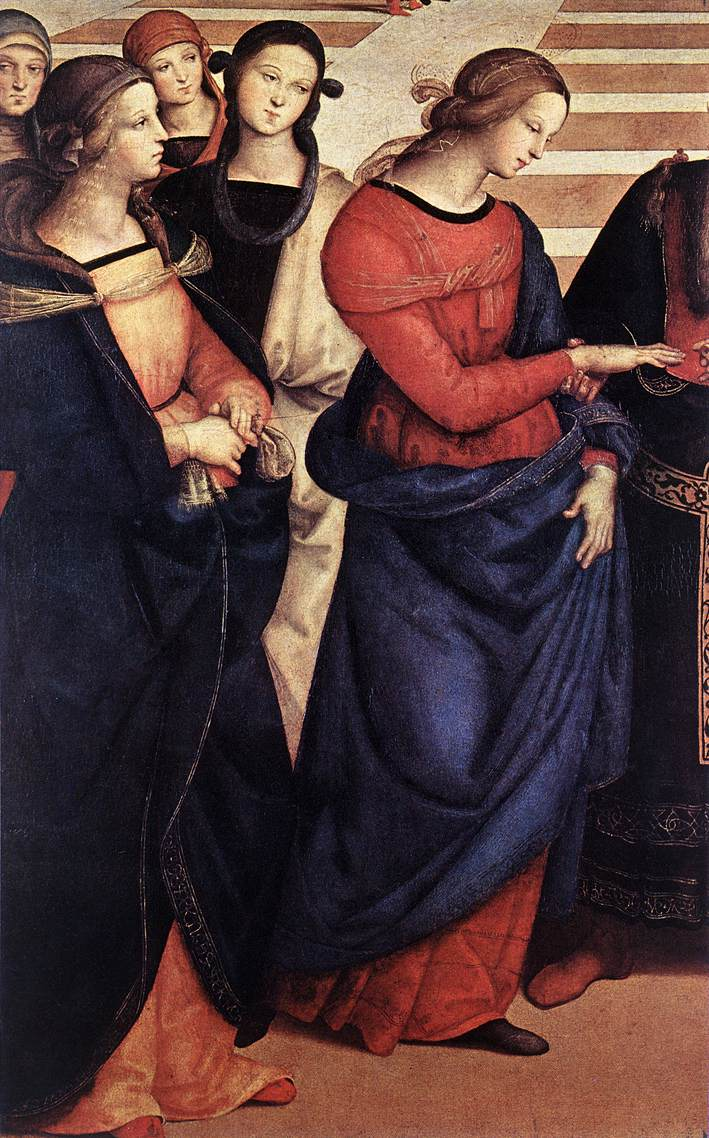
ディテール。聖母マリア。
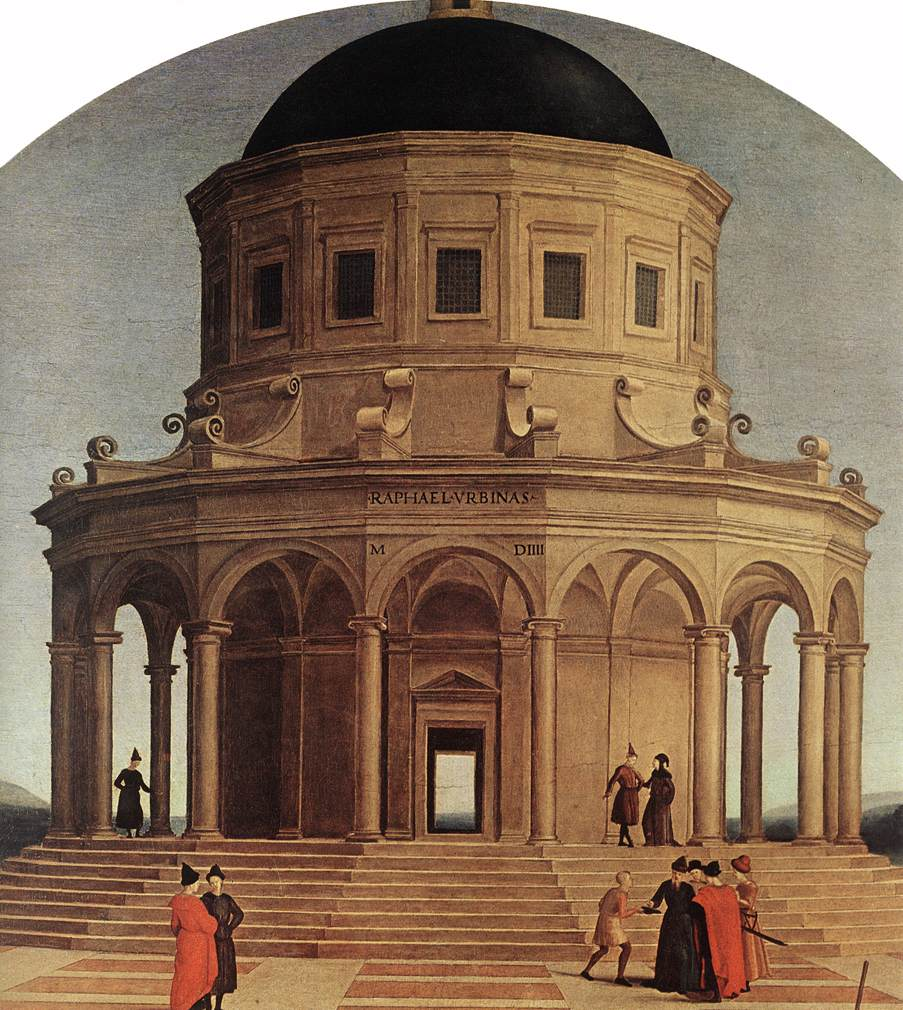
十六角形で描かれたエルサレム神殿。
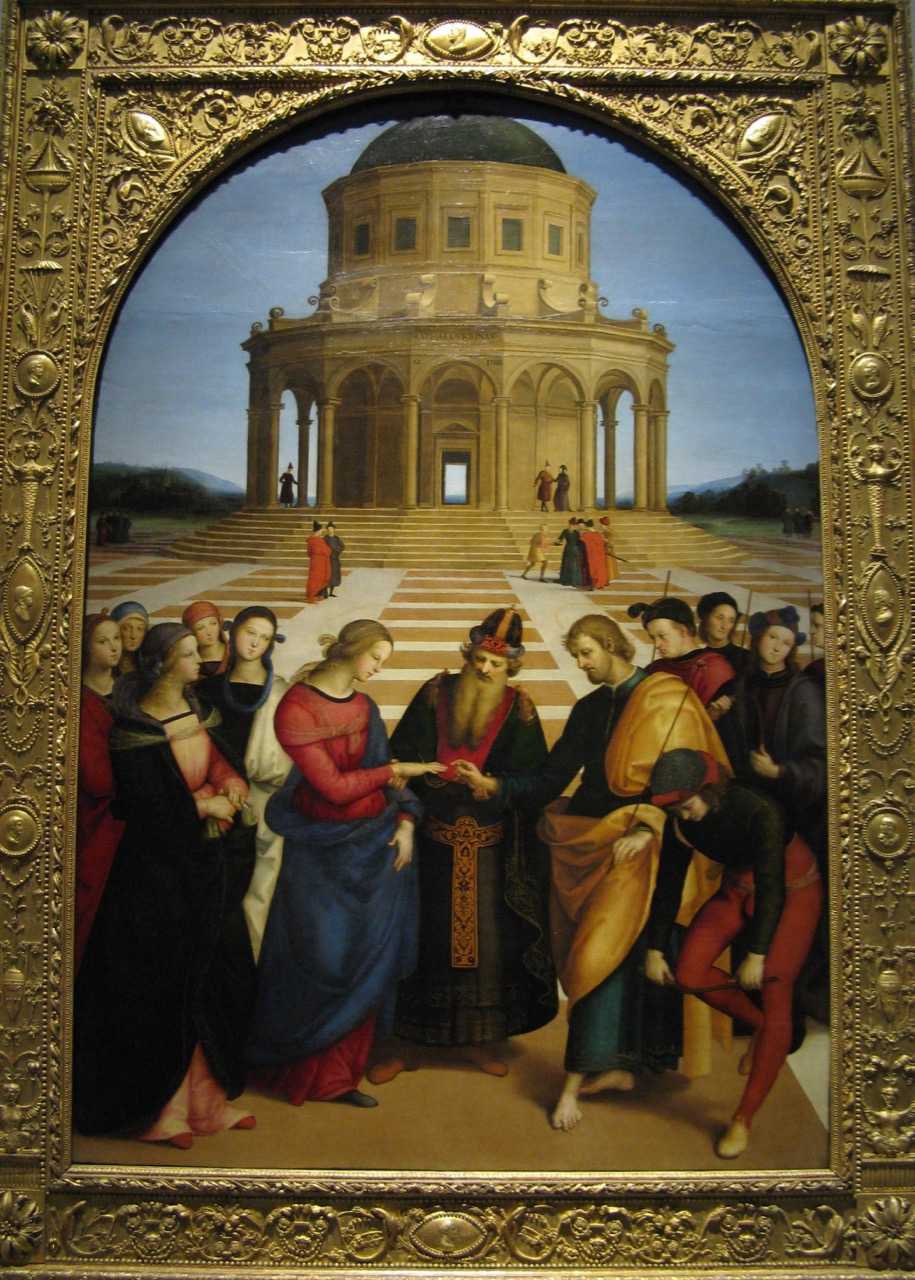
額縁。